# Contraband (álbum)
Contraband es el álbum debut de la banda estadounidense de hard rock Velvet Revolver, lanzado el 8 de junio de 2004, a través la discográfica RCA Records. Debutó en el puesto número uno de la cartelera de Billboard. Según consta en el libro que acompaña el álbum, este trabajo fue dedicado al baterista Randy Castillo.

## Grabación del álbum
Velvet Revolver grabó su primera pista "Set Me Free" para la banda sonora de The Hulk en el 2003, junto con una versión de Pink Floyd, Money, para la película The Italian Job. La primera vez que la banda tocó en vivo fue en El Rey en Los Ángeles en julio del 2003. La banda grabó su álbum debut Contraband a finales del 2003, siendo las grabaciones un proceso complicado por los constantes problemas de Weiland con las autoridades por las drogas, y su sentencia a tomar rehabilitación.
En febrero de 2005, RCA Records lanzó una "Edición Tour" del álbum en Europa y Australia, que incluía un disco bonus con tres canciones: "Surrender" (original de Cheap Trick), "No More, No More" (original de Aerosmith), y una versión acústica de "Fall to Pieces".
En los Estados Unidos se usó el sistema MediaMax CD-3 para proteger al disco de violaciones a los derechos de autor, mientras que en Europa se usó el sistema Macrovision CDS-200.

## Recepción
El álbum "Contraband" fue lanzado en junio de 2004 debutando en el #1 en la cartelera de Billboard, #11 en la cartelera de álbumes británica, y #2 en Australia. Su primer sencillo "Slither" llegó al tope en distintas carteleras de rock moderno en junio, llegando al #1 en la cartelera de rock actual de Billboard y #5 en la cartelera de rock moderno de Billboard. Slither también llegó ser #64 en el Billboard Hot 100, y llegó al top 20 de Finlandia y al top 40 de varias carteleras en Europa, Canadá y Australia.

## Lista de canciones
| N.º | Título                                                  | Escritor(es)                                                 | Duración |  |
| 1.  | «Sucker Train Blues»                                    | Slash, Scott Weiland, Duff McKagan, Matt Sorum, Dave Kushner | 4:27     |  |
| 2.  | «Do It For The Kids»                                    | Slash, Weiland, Duff, Sorum, Kushner                         | 3:55     |  |
| 3.  | «Big Machine»                                           | Slash, Weiland, Duff, Sorum, Kushner                         | 4:25     |  |
| 4.  | «Illegal I Song»                                        | Slash, Weiland, Duff, Sorum, Kushner                         | 4:17     |  |
| 5.  | «Spectacle»                                             | Slash, Weiland, Duff, Sorum, Kushner                         | 3:41     |  |
| 6.  | «Fall to Pieces»                                        | Slash, Weiland, Duff, Sorum, Kushner                         | 4:30     |  |
| 7.  | «Headspace»                                             | Slash, Weiland, Duff, Sorum, Kushner                         | 3:42     |  |
| 8.  | «Superhuman»                                            | Slash, Weiland, Duff, Sorum, Kushner                         | 4:15     |  |
| 9.  | «Set Me Free»                                           | Slash, Weiland, Duff, Sorum, Kushner                         | 4:07     |  |
| 10. | «You Got No Right»                                      | Slash, Weiland, Duff, Sorum, Kushner                         | 5:33     |  |
| 11. | «Slither»                                               | Slash, Weiland, Duff, Sorum, Kushner                         | 4:08     |  |
| 12. | «Dirty Little Thing»                                    | Slash, Weiland, Duff, Sorum, Kushner, Keith Nelson           | 3:57     |  |
| 13. | «Loving The Alien»                                      | Slash, Weiland, Duff, Sorum, Kushner                         | 5:48     |  |
| 14. | «Bodies (Bonus Track)» (versión de Sex Pistols en vivo) | Johnny Rotten, Steve Jones, Sid Vicious, Paul Cook           | 3:19     |  |

El lanzamiento en el Reino Unido incluye una versión en vivo de Bodies de los Sex Pistols.

## Sencillos
- "Set Me Free", lanzado en 2003.
- "Slither", lanzado en mayo de 2004.
- "Fall to Pieces", lanzado en agosto de 2004.
- "Dirty Little Thing", lanzado en noviembre de 2004.